# Sidi Yaya Keita
Sidi Yaya Keita (ur. 20 marca 1985 w Bamako) – piłkarz malijski grający na pozycji ofensywnego pomocnika.

## Kariera klubowa
Keita jest wychowankiem klubu Djoliba AC z rodzinnego miasta Bamako. W jego barwach zadebiutował w 2003 roku w Malien Premiere Division. Dobre występyw krajowej lidze spowodowały transfer do francuskiego RC Strasbourg. W sezonie 2003/2004 nie zagrał jednak ani razu w pierwszej drużynie i ogrywał się w zespole rezerw. Do pierwszego zespołu awansował latem 2004 i 26 października zadebiutował w Ligue 1 wyjazdowym meczem z AC Ajaccio (2:2). W lidze zagrał łącznie w 15 meczach oraz wywalczył ze Strasbourgiem Puchar Ligi Francuskiej. W sezonie 2005/2006, w swoim trzecim meczu brutalnie sfaulował Caçapę z Olympique Lyon, który zerwał więzadła w kolanie. Keita dostał karę zawieszenia na 2 miesiące. Ogółem w lidze wystąpił w 12 spotkaniach, a Strasbourg zajął przedostanie 19. miejsce i został zdegradowany do Ligue 2.
Latem 2006 Keitą interesowały się AS Saint-Étienne oraz AS Monaco, ale ostatecznie za 6 milionów euro Malijczyk przeniósł się do RC Lens, gdzie o miejsce w podstawowej jedenastce walczył z Érikiem Carrière oraz Nenadem Kovačeviciem. 5 sierpnia 2008 zadebiutował w jego barwach w wygranym 1:0 meczu z Troyes AC. W 2008 roku spadł z Lens do Ligue 2 i w drugiej lidze Francji grał przez rok.
31 sierpnia 2009 roku Keita został wypożyczony do hiszpańskiego Xerez CD, beniaminka Primera División. Był tam jednym z podstawowych zawodników. Rozegrał 24 ligowe spotkania, jednak jego zespół spadł z ligi. Po zakończeniu sezonu Keita powrócił do Lens.
| Sezon   | Klub                   | Kraj      | Rozgrywki                | Mecze | Bramki |
| ------- | ---------------------- | --------- | ------------------------ | ----- | ------ |
| 2003    | Djoliba AC             | Mali      | Malien Premiere Division | ?     | ?      |
| 2003/04 | RC Strasbourg amatorzy | Francja   | CFA                      | 17    | 0      |
| 2004/05 | RC Strasbourg          | Francja   | Ligue 1                  | 15    | 0      |
| 2005/06 | RC Strasbourg          | Francja   | Ligue 1                  | 12    | 0      |
| 2006/07 | RC Lens                | Francja   | Ligue 1                  | 18    | 0      |
| 2007/08 | RC Lens                | Francja   | Ligue 1                  | 19    | 1      |
| 2008/09 | RC Lens                | Francja   | Ligue 1                  | 18    | 0      |
| 2009/10 | Xerez CD               | Hiszpania | Primera División         | 24    | 0      |
| 2010/11 | RC Lens                | Francja   | Ligue 1                  | 7     | 0      |
| 2012/13 | Xerez CD               | Hiszpania | Segunda División         | 23    | 0      |

## Kariera reprezentacyjna
W reprezentacji Mali Sidi Keita zadebiutował 3 września 2005 w wygranym 2:0 meczu z reprezentacją Konga.